# 三次点击原则
三次点击原则是一个非正式的网页设计原则。它的内容是，网站的用户最多单击三下鼠标，就应该能找到网站上的任何一条信息。因为，如果用户单击了三次还找不到想要的信息，就会感到失望便离开。
网站设计者们普遍认为它很有用，尽管很少有证据证明它是对的。但批评者认为，“点击的次数”不如别的因素重要，例如“点击正确率”。
杰弗里·泽德曼（Jeffrey Zeldman）在《将你的才能带到网络》（2001）一书中写道，“三次点击原则的基础，就是人们用网络的方式”，并且“这个原则可以帮你搭建简单直观又有逻辑层次的网站”。

## 批评
三次点击原则受过实用性测试，结果表明，点击的次数不会影响用户的满意度。   
在电子商务网站中，这个原则可能会有弊端。如果遵守了这个规则，就要将产品归入一个个很大的类别中，用户就无法轻松地浏览。